# Frank Craven
Frank Craven (ur. 24 sierpnia 1875, zm. 1 września 1945) – amerykański aktor sceniczny i filmowy, a także scenarzysta i dramaturg.

## Filmografia[1]
- 1928: We Americans
- 1929: The Very Idea
- 1932: The Handle with Care
- 1933: Jarmark miłości (State Fair)
- 1934: That's Gratitude
- 1934: City Limits
- 1934: He Was Her Man
- 1935: Vagabond Lady
- 1935: Samochód Nr 99
- 1935: Barbary Coast
- 1936: Small Town Girl
- 1937: Penrod and Sam
- 1937: You're Only Young Once
- 1937: Blossoms on Broadway
- 1938: Penrod and His Twin Brother
- 1939: Cuda na sprzedaż
- 1940: Dreaming Out Loud
- 1940: Droga do sukcesu (City for Conquest)
- 1940: Nasze miasto (Our Town)
- 1941: Dama z Cheyenne
- 1942: Girl Trouble
- 1942: Thru Different Eyes
- 1942: Keeper of the Flame
- 1942: Pittsburgh
- 1942: Takie nasze życie (In This Our Life)
- 1943: Dangerous Blondes
- 1943: Komedia ludzka
- 1943: Syn Draculi (Son of Dracula)
- 1943: Jack London
- 1943: Komedia ludzka
- 1943: Harrigan's Kid
- 1944: Destiny
- 1945: Triumf doktora O'Connora
- 1946: Colonel Effingham's Raid